# Vera Ilyina
Vera Sergeyevna Ilyina (en russe : Вера Серге́евна Ильина, née le 20 février 1974 à Moscou) est une plongeuse russe.

## Biographie
Sous les couleurs de l'Union soviétique, Vera Ilyina remporte la médaille d'argent du plongeon à 3 mètres aux Championnats d'Europe de natation 1991. Elle termine sixième du concours de plongeon aux Jeux olympiques d'été de 1992 pour l'équipe unifiée.
Représentant désormais la Russie, Vera Ilyina remporte la médaille d'argent du plongeon à 3 mètres et la médaille de bronze du plongeon à 1 mètre aux Championnats d'Europe de natation 1993 et la médaille d'argent du plongeon à 3 mètres aux Championnats du monde de natation 1994. En 1995, elle remporte la Coupe du monde du tremplin à 1 mètre ; aux Championnats d'Europe, elle est médaillée d'or du plongeon à 1 mètre et du plongeon à 3 mètres. Elle termine septième du concours de plongeon aux Jeux olympiques d'été de 1996.
Elle est médaillée d'or du plongeon à 1 mètre et médaillée d'argent du plongeon à 3 mètres aux Championnats d'Europe de natation 1997 avant de remporter les deux titres aux Championnats d'Europe de natation 1999 ; elle est aussi entre-temps médaillée d'argent du plongeon à 1 mètre aux Championnats du monde de natation 1998. 
Aux Championnats d'Europe de natation 2000, elle remporte l'or du plongeon à 1 mètre et du plongeon synchronisé à 3 mètres avec Yuliya Pakhalina. Elle termine sixième du concours de  plongeon à 3 mètres et remporte la médaille d'or du plongeon synchronisé à 3 mètres avec Yuliya Pakhalina aux Jeux olympiques d'été de 2000. Cette année-là, elle remporte aussi avec Pakhalina la Coupe du monde du plongeon synchronisé à 3 mètres ; ce titre est conservé en 2002.
Vera Ilyina est ensuite médaillée d'argent du plongeon à 1 mètre et du plongeon synchronisé à 3 mètres aux Championnats d'Europe de natation 2002. Elle est médaillée d'argent du plongeon synchronisé à 3 mètres avec Yuliya Pakhalina aux Championnats du monde de natation 2003 et aux Jeux olympiques d'été de 2004 ; lors de ces Jeux, elle se classe aussi quatrième du concours de plongeon à 3 mètres.